# Kailashpur
Kailashpur is een census town in het district Saharanpur van de Indiase staat Uttar Pradesh. Het ligt ten oosten van de stad Saharanpur.

## Demografie
Volgens de Indiase volkstelling van 2001 wonen er 9724 mensen in Kailashpur, waarvan 54% mannelijk en 46% vrouwelijk is. De plaats heeft een alfabetiseringsgraad van 53%.